# 웨딩 플래너스
웨딩 플래너스(Band Baaja Baaraat, Wedding Planners)는 인도에서 제작된 마니쉬 샤르마 감독의 2010년 코미디, 드라마, 멜로/로맨스 영화이다. 란비르 싱 등이 주연으로 출연하였다.

## 출연

### 주연
- 란비르 싱
- 아누쉬카 샤르마